# 세르게이 베즈루코프
세르게이 비탈리예비치 베즈루코프(러시아어: Серге́й Вита́льевич Безру́ков, 1973년 10월 18일 ~ )는 러시아의 배우이다.

## 출연 작품
- 라스트 프론티어 - 캡틴 스타착 역